# Trampört
Trampört (Polygonum aviculare) är en ört tillhörande familjen slideväxter. Den är en av Sveriges absolut vanligaste örter.
Trampörtens utseende kan generellt variera väldigt mycket ifrån exemplar till exemplar och det är även stor skillnad mellan trampört i olika regioner. Sex tydliga underarter kan urskiljas bara i Norden. Samtliga underarter av trampört blommar under hela säsongen, mellan juni och september. De har även slät stjälk och små rosavita blommor i knippen fästade vid bladvecken.

## Utbredning och biotop
Den växer ofta i kanten av gångstigar och gräsmattor, även inne i städer, och den har då i regel liggande stjälk och är något mindre. Arten är dock vanligt förekommande även på annan form av kulturmark samt på havsstränder. 
Trampört förekommer rikligt i hela Norden, även i fjälltrakterna. Underarternas utbredning begränsas dock till specifika delområden. Översiktigt gäller att underarten Nordtrampört finnes i Nordens fjälltrakter, i Norrland samt längs finska kusten. Stor trampört förekommer i Danmark, södra Norge, i hela Sverige förutom i fjälltrakterna samt södra Finland. Stolt trampört är mycket ovanlig och har egentligen bara hittats vid den norska sydkusten samt på något enstaka ställe i Danmark. Spetstrampört förekommer på enstaka ställen i södra delarna av Norge, Sverige och Finland. Spetstrampörten är vanligare i Danmark och ganska vanlig även i Skåne. Slutligen förekommer smal trampört och bägartrampört båda två i hela Norden med undantag för fjälltrakterna.

## Artens namn
Trampört kallas ibland även för trampgräs, vanlig trampört, bägartrampört eller fogelknäa. Namnet bägartrampört syftar på blommornas och hyllebladens utseende. Arten har tidigare även klassificerats vetenskapligt som Polygonum erectum, Polygonum boreale, Polygonum microspermum och Polygonum neglectum, och diverse underarten för dessa har även definierats. Artepitetet aviculare kommer ifrån det latinska ordet avicula som betyder "småfågel", arten har givits detta namn på grund av att ett flertal småfåglar, bland annat gråsparven, äter plantans frö.

## Underarter och varieteter
- Stor trampört (Polygonum aviculare ssp. aviculare)
- Nordtrampört (Polygonum aviculare ssp. boreale)
- Stolt trampört (Polygonum aviculare ssp. excelsius)
- Spetstrampört (Polygonum aviculare ssp. rurivagum)
- Småbladig trampört (Polygonum aviculare ssp. microspermum)
- Smal trampört (Polygonum aviculare ssp. neglectum)

Trampörten liknar till viss del även den mycket sällsynta arten näbbtrampört (Polygonum oxyspermum), men denna har inte slät stjälk vilket annars är gemensamt för alla underarter av trampört.

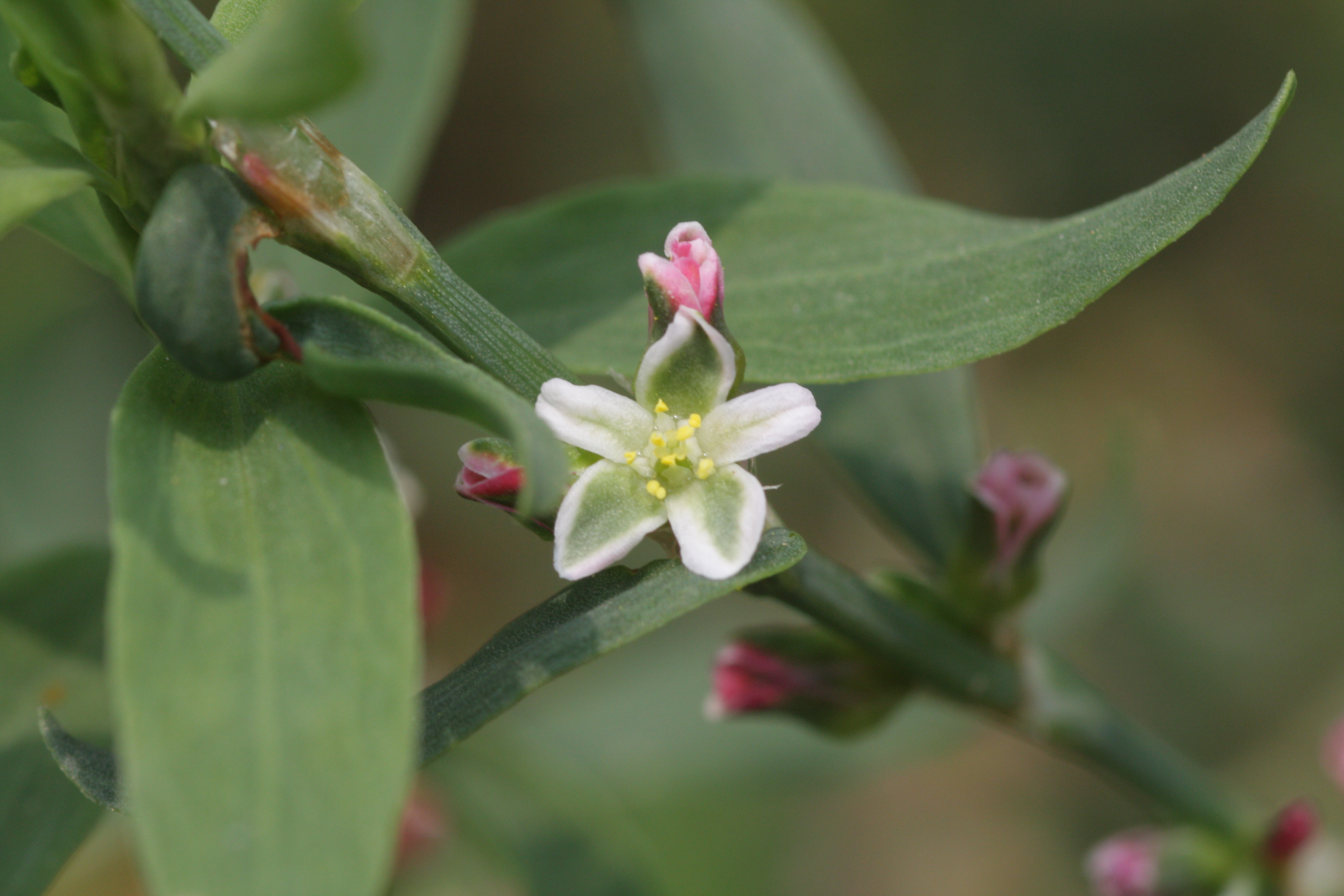